# Regiunea Kiustendil
Kiustendil este o regiune (oblast) în vestul Bulgariei. Se învecinează cu regiunile Blagoevgrad, Sofia și Pernik. Este situată pe granița Bulgariei cu Macedonia și cu Serbia. Capitala sa este orașul omonim.
Constă din 9 obștine:
- Bobov Dol
- Boboșevo
- Kocerinovo
- Kiustendil
- Nevestino
- Rila
- Sapareva Bania
- Dupnița
- Trekleano